# Bombylius tephroleucus
Bombylius tephroleucus är en tvåvingeart som beskrevs av Friedrich Hermann Loew 1855. Bombylius tephroleucus ingår i släktet Bombylius och familjen svävflugor.
Artens utbredningsområde är Iran. Inga underarter finns listade i Catalogue of Life.